# Ryszard Zub
Ryszard Zub (Gołogóry, 24 marzo 1934 – Padova, 11 gennaio 2015) è stato uno schermidore e maestro di scherma polacco naturalizzato italiano.
Esponente di punta della scuola polacca di sciabola, vinse diverse medaglie nelle competizioni a squadre dei campionati mondiali e dei giochi olimpici.

## Carriera agonistica

### Squadre di club
Ha militato nella sezione schermistica dei club Piast Gliwice, Baildon Katowice e Legia Varsavia.

### Nazionale polacca

#### Giochi olimpici
Entrò nella nazionale polacca e partecipò alle Olimpiadi di Melbourne del 1956, dove ottenne la medaglia d'argento a squadre. Alle successive Olimpiadi di Roma del 1960 la squadra polacca con Zub riconquistò l'argento, mentre in quelle di Tokyo del 1964 si accontentò del bronzo. A Roma gareggiò anche nell'individuale, ma fu eliminato in una delle pool dei quarti di finale.

#### Campionati mondiali
I maggiori successi di Zub nella sciabola a squadre si registrarono nei campionati mondiali. Dopo il bronzo ottenuto nell'edizione di Parigi 1957, sono arrivati i 4 ori consecutivi nei campionati di Budapest 1959, Torino 1961, Buenos Aires 1962 e Danzica 1963

## Maestro di scherma
Dopo il ritiro cominciò ad allenare in Polonia, arrivando a guidare la nazionale di sciabola. Si trasferì poi in Italia, ingaggiato come maestro di sciabola al Petrarca Scherma di Padova e, nel 1970, gli fu affidata anche la nazionale italiana. Contribuì in maniera determinante a rinverdire gli allori della società veneta e della nazionale, che da alcuni anni erano in crisi di risultati. Il traguardo più importante raggiunto durante la sua gestione fu la vittoria italiana nel concorso a squadre di sciabola alle Olimpiadi di Los Angeles del 1984, dove nella compagine azzurra erano presenti i padovani Marco Marin e Gianfranco Dalla Barba.